# Sovjetunionens unga pionjärer

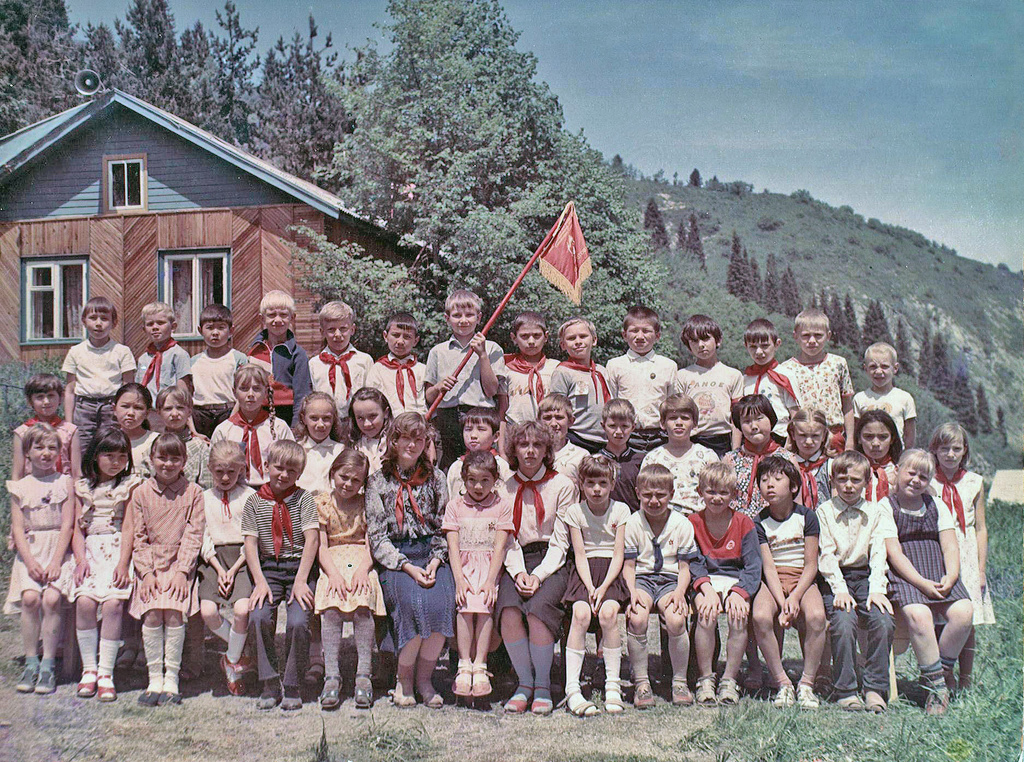
Pionjärer på ett Pionjärläger i Kazakiska SSR

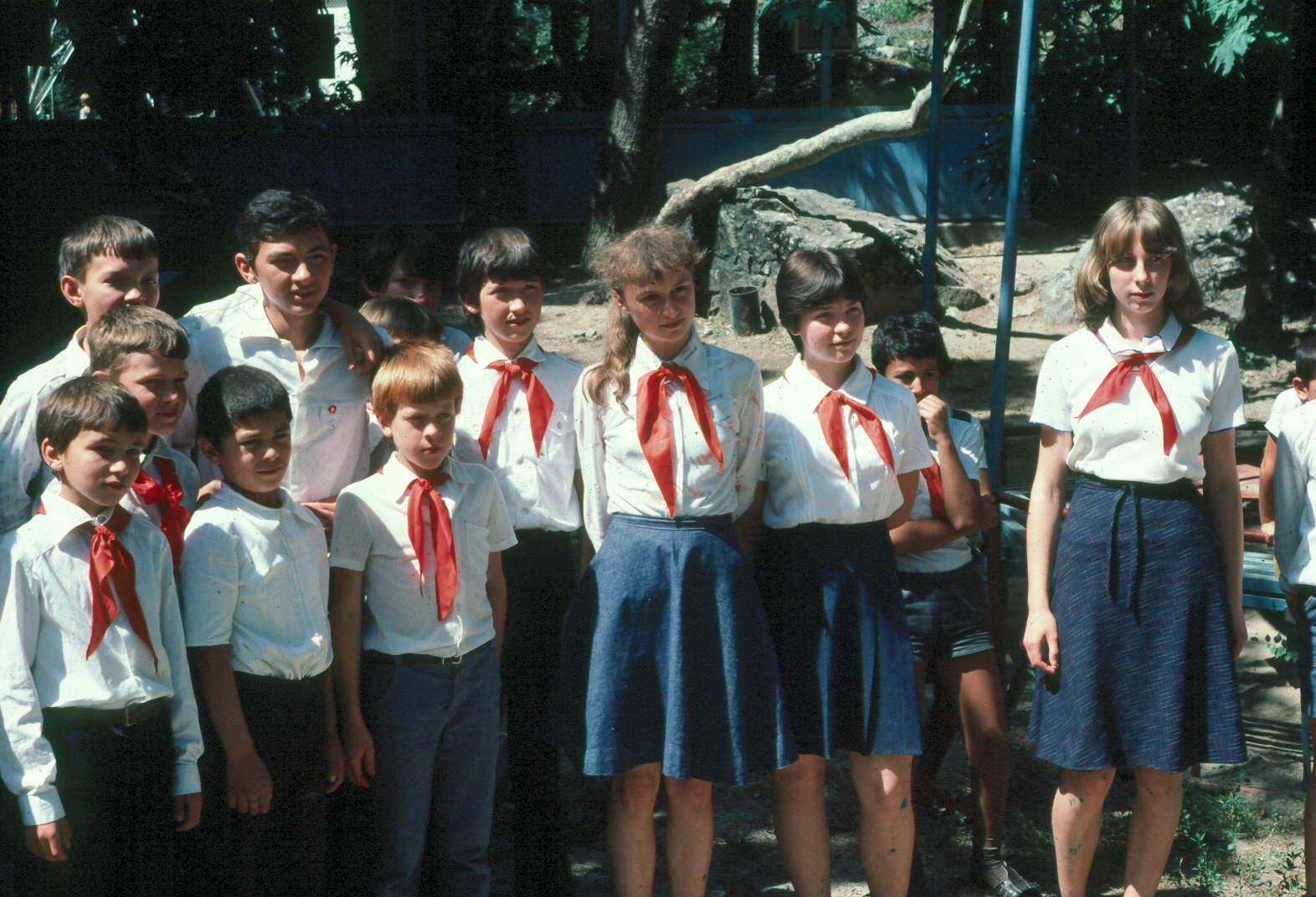
Pionjärer 1983 i Zeravsjanbergen, Tadzjikiska SSR

Sovjetunionens unga pionjärers medlemspin, med porträtt av Lenin

Sovjetunionens unga pionjärer var en kommunistisk ungdomsorganisation i före detta Sovjetunionen.
I Sovjetunionen förbjöds scouting 1922, och istället skapades den separata rörelsen Sovjetunionens unga pionjärer, vilket var startskottet för den världsomspännande pionjärrörelsen som fortfarande existerar i många länder.
Under sovjettiden stod Pionjärerna för mycket av barn- och ungdomsverksamheten. Pionjärerna bedrev allt från musikskolor, körsång, fotbollslag och simundervisning till en mängd andra fritidsverksamheter. När Sovjetunionen föll samman försvann anslagen till pionjärerna vilket innebar att barn och ungdomar i stort sett lämnades utan någon verksamhet alls. De kommunistiska partierna i Ryssland och andra länder fortsätter att bedriva en pionjärverksamhet, men medlemskapen tenderar att vara ganska begränsade. 
Under skoltiden gick barnen i olika ungdomsorganisationer. De yngsta, sju till tio år, var oktoberbarn, "oktjabristy", mellan elva och femton var man pionjär, medan de äldre barnen hörde till kommunistpartiets ungdomsförbund, Komsomol, som normalt endast skulle erbjudas ett begränsat antal ungdomar. Det var dessa kollektiv som hade ansvar för barnens samhällsuppfostran och karaktärsutveckling. Rapporter om de andra barnens uppträdande ingick som en viktig del i systemet. Oktjabristerna och pionjärerna omfattade alla skolbarn, men det fanns ändå ett invalsförfarande där först de högpresterande barnen blev upptagna, sedan medelmåttorna och allra sist de barn som inte kunde rätta in sig i kollektivet eller som gjorde dåligt ifrån sig i skolan. En rak karriär genom ungdomsorganisationerna garanterade nästan alltid en fördelaktig position i det framtida yrkeslivet.
Alla barn i Sovjetunionen bar skoluniform. Pionjärerna hade dessutom röda halsdukar, som symboliserade ett första steg i kommunistisk mognad. Vid sovjetiska högtider var pionjärerna ett viktigt inslag, de marscherade med flaggor, plakat och sång.